# David Schulman
David Schulman (Hilversum, 31 oktober 1881 – Laren, 21 oktober 1966) was een Nederlands autodidact kunstschilder, tekenaar en aquarellist. 

## Leven en werk
Zijn vader Lion Schulman was ook kunstschilder en had in Hilversum en later vanaf 1898 in Laren een kunsthandel en verkocht daarnaast ook verfmaterialen. David kwam als hij verf en ander materiaal ging afleveren al op jeugdige leeftijd in contact met bekende schilders in Laren. Hij woonde en werkte in Laren en soms in Noordwijk en Rhenen en bij de mooie plekjes van de Zuiderzee. Op een impressionistische en naturalistische manier maakte hij veel dorpsgezichten, landschappen, havengezichten en ook stillevens en portretten.
In 1904 exposeerde David Schulman zijn eerste schilderij op een tentoonstelling van de vereniging Arti et Amicitiae te Amsterdam. Hij ontving een aantal onderscheidingen waaronder de Willink van Collenprijs in 1909, een bronzen medaille op een tentoonstelling in 1910 in Santiago, in 1915 een zilveren medaille op een internationale tentoonstelling in San Francisco, bij St. Lucas in 1930 een gouden medaille en een gouden medaille van Koningin Wilhelmina in 1939. 
Hij was lid van een aantal kunstenaarsverenigingen waaronder de Gooische Schildersvereniging,  Arti et Amicitiae in Amsterdam, Sint Lucas, en Pulchri Studio in Den Haag.
In opdracht van Schulman werd in 1913 het woonhuis Beukenroode gebouwd door architect Elzinga. Voordat hij de villa betrok had hij een atelier met andere Larense schilders in het schildersatelier De Vlasschuur. In de Tweede Wereldoorlog werd David in 1943 door de Duitsers opgepakt en heeft hij drie maanden in Westerbork gezeten. Zijn huis en atelier werden door de Duitsers gevorderd. Dankzij acties van vrienden wist hij uit Westerbork te ontkomen. In 1955 werd hij benoemd tot Ridder in de Orde van Oranje-Nassau.
- Biografisch Portaal: 40980195
- Library of Congress Control Number: no2004116476
- RKD-Nederlands Instituut voor Kunstgeschiedenis: 71321
- Union List of Artist Names: 500016693
- Virtual International Authority File: 7112741